# Super-substantialisme

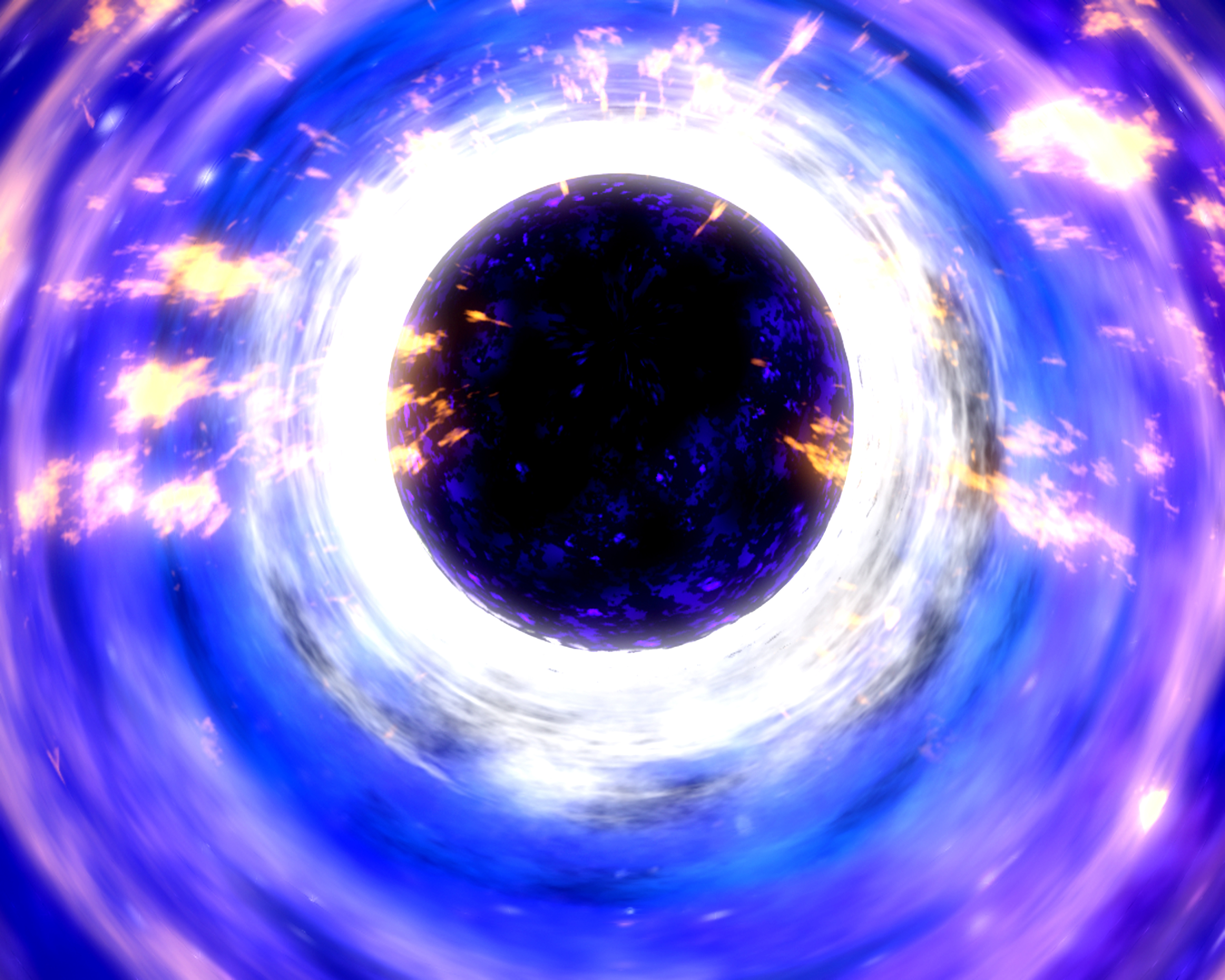
Le « trou noir », dont Wheeler a contribué à forger la notion, est un cas extrême de déformation de la géométrie de l'espace-temps. Pour Wheeler, cette géométrie spatio-temporelle constitue l'unique substance du monde.

En physique théorique et en métaphysique, le super-substantialisme est la position selon laquelle l'espace-temps quadridimensionnel est l'unique substance physique de l'Univers : toutes les propriétés physiques consistent en des propriétés, des points ou des régions de cet espace-temps. Cette notion fait référence à la « super-substance » que constitue l'Univers quadridimensionnel et elle est généralement associée à la géométrodynamique de John Wheeler.
Le super-substantialisme est une forme radicale de réductionnisme mathématique puisqu'il maintient que toutes les propriétés matérielles se réduisent à des propriétés géométriques de points ou régions de l'espace-temps. La matière consisterait en ces propriétés que possèdent les points et les régions de l'espace-temps (géométrisation de la matière).

## Historique
On peut faire remonter certains principes du super-substantialisme à Descartes – qui concevait la matière comme une « substance  étendue » –, à Spinoza, à Isaac Newton et à John Locke, qui introduisit la notion géométrique de « figure » parmi les caractéristiques physiques du monde.
Pour William Clifford (1876), la matière n'est pas dans l'espace mais elle est identique à l'espace. L'espace est donc la seule substance physique existante. Les points ou les régions de l'espace constituent non seulement les entités fondamentales, mais encore les seuls objets du domaine physique. Toutes les propriétés physiques sont les propriétés des points ou régions de l'espace, dont elles constituent la structure.
Ce n'est toutefois qu'à la suite de la théorie de la relativité générale que le super-substantialisme trouve les concepts scientifiques nécessaires à son élaboration, en s'appuyant sur la notion d'« espace-temps courbé ». La géométrodynamique de John Wheeler s'est proposé de mener à bien ce programme de géométrisation de la matière, en tentant de réduire l'électrodynamique et la physique des particules élémentaires à une description purement géométrique de l'espace-temps (notamment de sa courbure). Cette description ne devait inclure aucune propriété ni aucun objet additionnel, comme des particules ou des champs qui se trouveraient dans l'espace-temps tout en étant distincts de lui. Ce programme de la géométrodynamique a toutefois échoué et Wheeler n'est pas parvenu à réduire les propriétés physiques à des propriétés spatio-temporelles.

## Super-substantialisme et Univers-bloc
Bien que le super-substantialisme n'ait pu trouver sa justification physique dans la géométrodynamique, la théorie métaphysique de l'Univers-bloc suggère le super-substantialisme. Elle reconnaît comme lui qu'il n'y a pas de devenir temporel et que tout ce qui existe physiquement existe de façon atemporelle dans l'Univers quadridimensionnel. De plus, la géométrisation de la matière réalisée dans le cadre du super-substantialisme répond à la géométrisation du temps opérée par la théorie de l'Univers-bloc. Ces deux visions conduisent donc à une métaphysique générale d'après laquelle il n'y a que des événements et des séquences d'événements quadridimensionnels dans l'Univers-bloc, et non des particules qui évoluent dans le temps en changeant de position dans l'espace tridimensionnel. Les propriétés en lesquelles consistent ces événements sont des propriétés de l'espace-temps – des propriétés géométriques.

## Objections et critiques
Plusieurs critiques ont été formulées à l'encontre de la géométrisation de la matière qu'implique le super-substantialisme. L'une d'entre elles concerne son incompatibilité avec la physique des particules. Celle-ci permet, en principe, d'expliquer toutes les données observationnelles de la physique sur la base du mouvement des particules dans l'espace tridimensionnel. C'est vrai notamment de l' « espace-temps courbé » sur lequel repose la théorie de la super-substance : les données observationnelles qui peuvent justifier cet espace quadridimensionnel sont les mouvements dans le temps de ces particules dans l'espace tridimensionnel. Or, si la théorie de la super-substance affirme qu'il n'y a pas d'objets qui se meuvent dans l'espace et dans le temps mais seulement un espace-temps courbé (géométrisation de la matière), alors il semble que la théorie ait éliminé sa propre justification empirique.